# David Kopp
David Kopp (Bonn, 5 januari 1979) is een voormalig Duits wielrenner.
Op 11 september 2008, na de kermiskoers in Izegem, werd hij betrapt op het gebruik van cocaïne. Dit werd echter pas bekendgemaakt op 26 maart 2009. Eind november 2009 werd Kopp voor een jaar geschorst met terugwerkende kracht vanaf 1 januari 2009. De UCI verlengde op vraag van de WADA zijn schorsing tot 11 september 2010.

## Belangrijkste overwinningen
2004
- GP Stad Zottegem
- 2de etappe Giro del Capo
- Köln-Schuld-Frechen
- Rund um Düren
- Ronde van Bochum

2005
- Giro del Capo
- Bergklassement Ronde van Luxemburg
- Rund um Köln
- 3de etappe Bayern Rundfahrt

2006
- 6de etappe ENECO Tour

2007
- 3e etappe Ronde van Polen

## Resultaten in voornaamste wedstrijden
| Jaar | Ronde van Italië | Ronde van Frankrijk | Ronde van Spanje |
| ---- | ---------------- | ------------------- | ---------------- |
| 2003 |                  |                     |                  |
| 2005 |                  |                     |                  |
| 2006 |                  | opgave              |                  |
| 2007 |                  |                     |                  |
| 2008 |                  |                     |                  |

| Jaar | Milaan-San Remo | Gent-Wevelgem | Ronde van Vlaanderen | Parijs-Roubaix | Luik-Bast.‑Luik | E3 Harelbeke | Rund um den Henninger-Turm | Brabantse Pijl |  | Wereldranglijsten |
| ---- | --------------- | ------------- | -------------------- | -------------- | --------------- | ------------ | -------------------------- | -------------- |  | ----------------- |
| 2003 |                 | 27e           |                      |                |                 |              |                            |                |  |                   |
| 2005 |                 |               |                      |                |                 | 4e           | 5e                         |                |  |                   |
| 2006 | 12e             | ↑             | 16e                  | 68e            |                 |              |                            | 18e            |  | 73e (UPT)         |
| 2007 |                 | 13e           | 74e                  | 12e            |                 | 25e          |                            | 10e            |  | 183e (UPT)        |
| 2008 |                 |               | 42e                  |                | 130e            | ↑            | 13e                        |                |  |                   |